# G.O.Y.A. (Gunz Or Yay Available)
G.O.Y.A. (Gunz Or Yay Available) è il secondo album solista del rapper statunitense Termanology. Pubblicato l'8 ottobre del 2013, l'album è distribuito dalla sua label ST. Records, dall'etichetta di Statik Selektah ShowOff Records e dalla Brick Records, label con sede a Boston. Partecipano all'album N.O.R.E., Large Professor, Lil' Fame, Pete Rock, Action Bronson, Inspectah Deck e DJ Premier che prende parte a un interludio nel disco rappando una brevissima parte nella settima traccia.

## Tracce
Tutte le tracce sono prodotte da Shortfyuz, eccetto la numero 3 prodotta da DJ Deadeye e la numero 13 prodotta da The Arcitype.
1. STV News (featuring Sway Calloway) – 0:25
2. Scandalous (featuring Chris Rivers) – 2:50
3. Pulp Fiction (featuring Reks) – 3:26
4. Judo (featuring N.O.R.E.) – 2:47
5. American Dreamin – 3:11
6. Back In The Day – 3:16
7. G.O.Y.A. (skit) (featuring Large Professor, Lil Fame, Pete Rock & DJ Premier) – 0:42
8. Sazon (featuring H Blanco & Ea$y Money) – 3:27
9. Straight Off The Block (featuring DJ Kay Slay, Sheek Louch & Lil Fame) – 3:57
10. Secret Location – 3:02
11. Compra (featuring Tony Touch & Doo Wop) – 3:42
12. Juju (skit) (featuring Juju) – 0:50
13. Take My Turn (featuring Action Bronson & Jared Evan) – 3:21
14. Cocaine Eyes (featuring Wais P) – 3:50
15. You Ain't Safe (featuring Inspectah Deck & Maffew Ragazino) – 3:40
16. Black Hole (featuring Lee Wilson & Dice Raw) – 3:45
17. 100 More Jewelz – 5:09

Durata totale: 51:20